# Melsjön (Lofta socken, Småland)
Melsjön är en sjö i Västerviks kommun i Småland och ingår i Storån-Botorpsströmmens kustområde. Sjön har en area på 0,121 kvadratkilometer och ligger 33,9 meter över havet.

## Delavrinningsområde
Melsjön ingår i det delavrinningsområde (642825-153801) som SMHI kallar för Mynnar i Loftaån. Medelhöjden är 36 meter över havet och ytan är 16,78 kvadratkilometer. Det finns ett avrinningsområde uppströms, och räknas det in blir den ackumulerade arean 27,58 kvadratkilometer. Kumlabäcken som avvattnar avrinningsområdet har biflödesordning 2, vilket innebär att vattnet flödar genom totalt 2 vattendrag innan det når havet efter 6,7 kilometer. Avrinningsområdet består mestadels av skog (61 procent) och jordbruk (26 procent). Avrinningsområdet har 0,23 kvadratkilometer vattenytor vilket ger det en sjöprocent på 1,4 procent.